# Amidu Salifu
Amidu Salifu (ur. 20 września 1992 w Akrze) – ghański piłkarz występujący na pozycji pomocnika we włoskim klubie Vicenza, do którego jest wypożyczony z Fiorentiny. Wychowanek Hearts of Oak, w swojej karierze grał także w takich zespołach jak Vicenza, Calcio Catania, Modena, Perugia oraz Brescia. Były reprezentant Ghany do lat 20.